# Gonioplectrus hispanus
Genre
Espèce
Statut de conservation UICN

 LC  : Préoccupation mineure
Gonioplectrus hispanus est une espèce de poissons de la famille des Serranidae.